# Rabanus Maurus

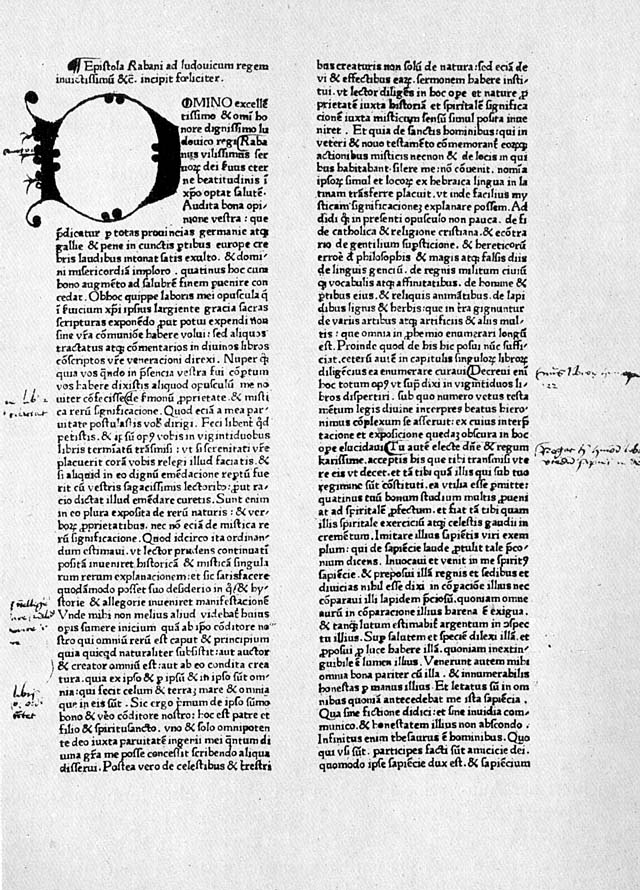
Rabanus Maurus: „De rerum naturis“

Blahoslavený Rabanus Maurus (také Hrabanus nebo Rhabanus; asi 780 v Mohuči – 4. února 856 ve Winkelu) byl opatem kláštera ve Fuldě a později arcibiskupem v Mohuči. Patří k největším postavám 9. století. Přátelil se s císařem sv. Lotharem I. a jeho ženou sv. Irmingardou z Tours.

## Život
Rabanus se narodil v roce 780 šlechtické rodině v Mohuči. Již jako dítě (od roku 788) se vzdělával v náboženství a vědě ve škole tehdy vyhlášeného Benediktinského kláštera ve Fuldě. Po úspěšném ukončení studia působil jako učenec na dvoře Karla Velikého, kde si jej všiml Alkuin, který vedl císařskou dvorní školu v Cáchách. Alkuin nazýval Rabana „Maurus“, podle vzoru zakladatele řádu Benedikta z Nursie, který takto tituloval své oblíbené žáky. Rabanus následoval Alkuina do benediktinského opatství sv. Martina v Tours, aby zde mohl studovat Bibli, liturgii a práva. V roce 801 se vrátil do Fuldy, kde byl vysvěcen a stal se řídícím tamní klášterní školy. Mezi jeho žáky patřili např. Walafrid Strabo nebo Otfried z Weißenburgu.
Právě v době, kdy vedl klášterní školu (do roku 822) Rabanus vydal své nejvýznamnější spisy. Nejznámější je kaligram De laudibus sanctæ crucis („O chvále svatého kříže“, vydáno roku 814). Báseň je dodnes zachována v opisech, které pravděpodobně vznikly přímo pod Rabanovým dohledem. Jeden exemplář se v 17. století dostal do pražské umělecké sbírky císaře Rudolfa II., odkud byl při obléhání Prahy uloupen a odvezen do Švédska. Královna Kristýna Švédská jej později věnovala papežské knihovně ve Vatikánu. Jeho práce vedoucího školy se odráží ve třísvazkovém díle De institutione clericorum („O vzdělávání duchovních“, vydáno 819).
Dne 15. června 822 se stal na 20 let opatem kláštera ve Fuldě, jehož osazenstvo tehdy čítalo na 600 mnichů. Zasloužil se o rozšíření klášterní knihovny. Klášterní škola se stala prestižním centrem vzdělání ve Francké říši. Kromě toho nechal zřídit na 30 kostelů a kaplí pro rolníky, mj. v roce 836 kostel sv. Petra, v němž jsou uloženy ostatky sv. Lioby (Fulda, Hesensko). Rabanus patřil k družině císaře Lothara I., nikoli však Ludvíka Němce, pod jehož vládu Fulda spadala. Poté, co byl zatažen do sporů mezi Ludvíkem Pobožným a jeho synem, vzdal se v roce 842 svého úřadu opata a uchýlil se na Petersberg, kde se soukromě věnoval vzdělávání.
I přes názorové rozdíly byl Ludvíkem v roce 847, již jako 67letý, jmenován arcibiskupem v Mohuči. 16. června toho roku nastoupil do úřadu arcibiskupa největší církevní provincie východofranské říše. Krátce po převzetí úřadu svolal první Synod do mohučského opatství sv. Albana, kde se zúčastnění biskupové a opati radili ohledně posilování víry a kázně. Kazatelé byli nabádáni, aby pro prostý lid volili prostá, obyčejným lidem srozumitelná kázání.
Rabanus Maurus zemřel 4. února 856 podle tradice ve Winkelu v Rheingau a byl pochován v kostele kláštera Sv. Albana v Mohuči. Brzy začal být považován za svatého. Jeho ostatky nechal roku 1515 mohučský arcibiskup Albrecht Braniborský převézt do Halle, odkud se později dostaly do Aschaffenburgu. V současné době není místo jeho posledního odpočinku známo.

## Význam
Rabanus Maurus byl především vzdělancem, v jehož osobě se pojilo kompletní vědění oné doby z oblasti filozofické, teologické a z přírodních věd. Přispěl k budování základů nově vznikajícího Německa v období karolínské renesance, tedy v období, kdy se štěpila říše Karla Velikého.
Intelektuální bohatství jeho spisů se širokým tematickým záběrem a množství jeho významných žáků mu na počátku 9. století vyneslo titul primus praeceptor Germaniae (první učitel Německa), jehož oprávněnost však nové historické výzkumy zpochybňují (viz článek od Raymunda Kottje v seznamu literatury).
Svatodušní hymnus Veni Creator Spiritus (Přijď, Duchu Stvořiteli) možná nenapsal přímo on, díky němu se však dochoval a zůstává s jeho jménem spojen. Hymnus zhudebnil skladatel Gustav Mahler ve své 8. symfonii (zvané Symfonie tisíců).
Rabanus Maurus byl významný encyklopedista, vydal encyklopedii De universo ("O vesmíru“), též: De rerum naturis – „O věcech přírodních“). Jeho zásluha spočívá také ve zprostředkování diskursu křesťanské a antické tradice, kdy dokázal pro antické spisy nacházet nové souvislosti s nastupující dobou.
Je typickým představitelem karolinské renesance.